# Municipio de South Manheim
El municipio de South Manheim (en inglés: South Manheim Township) es un municipio ubicado en el condado de Schuylkill en el estado estadounidense de Pensilvania. En el año 2000 tenía una población de 2.191 habitantes y una densidad poblacional de 41 personas por km².

## Geografía
El municipio de South Manheim se encuentra ubicado en las coordenadas 40°36′10″N 76°08′40″O / 40.60278, -76.14444.

## Demografía
Según la Oficina del Censo en 2000 los ingresos medios por hogar en la localidad eran de $46,786 y los ingresos medios por familia eran $49,757. Los hombres tenían unos ingresos medios de $37,629 frente a los $26,375 para las mujeres. La renta per cápita para la localidad era de $19,638. Alrededor del 3,0% de la población estaban por debajo del umbral de pobreza.